# American Music (The Blasters)
| Recensione              | Giudizio    |
| ----------------------- | ----------- |
| AllMusic                | [ 4 ]       |
| Robert Christgau        | B+          |
| Sputnikmusic            | 3.3 (Great) |
| Piero Scaruffi          | [ 7 ]       |
| Dizionario del Pop-Rock | [ 8 ]       |
| 24.000 dischi           | [ 9 ]       |

American Music è il primo album discografico del gruppo rock statunitense The Blasters, pubblicato dall'etichetta discografica Rollin' Rock Records nel maggio del 1980.

## Tracce

### LP
Lato A
1. American Music – 2:10 (Dave Alvin)
2. Real Rock Drive – 2:04 (Bill Haley)
3. Barefoot Rock – 2:20 (Bud Harper, Joseph Scott)
4. I Don't Want To – 1:57 (Dave Alvin)
5. Marie Marie – 2:00 (Dave Alvin)
6. I Wish You Would – 2:40 (Billy Boy Arnold)
7. She Ain't Got the Beat – 1:32 (Dave Alvin, Phil Alvin)

Lato B
1. Flat Top Joint – 2:29 (Dave Alvin)
2. Crazy Baby – 2:27 (Ron Volz, Ron Wemsman)
3. Never Nomore Blues – 2:48 (Elsie McWilliams, Jimmie Rodgers)
4. Buzz Buzz Buzz – 2:05 (Jay Gray, Robert Byrd)
5. She's Gone Away – 2:22 (Phil Alvin)
6. Barn Burning – 3:38 (Dave Alvin)

### CD
Edizione CD del 1997, pubblicato dalla Hightone Records (HCD 8086)
1. American Music – 2:08 (Dave Alvin)
2. Real Rock Drive – 2:03 (Bill Haley)
3. Barefoot Rock – 2:19 (Bud Harper, Joseph Scott)
4. I Don't Want To – 1:56 (Dave Alvin)
5. Marie, Marie – 2:02 (Dave Alvin)
6. I Wish You Would – 2:41 (Billy Boy Arnold)
7. She Ain't Got the Beat – 1:30 (Dave Alvin, Phil Alvin)
8. Flat Top Joint – 2:27 (Dave Alvin)
9. Crazy Baby – 2:26 (Ron Volz, Ron Wemsman, Ted Minari)
10. Never Nomore Blues – 2:46 (Elsie McWilliams, Jimmie Rodgers)
11. Buzz Buzz Buzz – 2:06 (Jay Gray, Robert Byrd)
12. She's Gone Away – 2:25 (Phil Alvin)
13. Barn Burning – 3:36 (Dave Alvin)
14. 21 Days in Jail – 2:12 (Willie Dixon, Lucious Weaver) – Traccia bonus
15. Love 24 Hours a Day – 3:10 (Ted Jarrett) – Traccia bonus
16. I Fell in Love – 1:57 (Autore ignoto) – Traccia bonus
17. So Glad – 2:19 (Chester Burnett) – Traccia bonus
18. Ashamed of Myself – 2:24 (Rose Marie McCoy, Charlie Singleton) – Traccia bonus
19. Lone Wolf – 3:19 (Ray Harris) – Traccia bonus

## Formazione
- Phil Alvin - voce, armonica, chitarra
- David Alvin - chitarra solista
- John Bazz - basso
- Bill Bateman - batteria

Musicista aggiunto
- Gene Taylor - pianoforte (brano: So Glad)

Note aggiuntive
- Rockin' Ronny Weiser - produttore, ingegnere delle registrazioni e del mixaggio, note retrocopertina album originale
- Registrazioni effettuate al Rollin' Rock Studio, Van Nuys, California (Stati Uniti)
- Brano So Glad, registrato da David Zalkus
- C.C. - fotografie copertina album originale
- James Goble - foto copertina album originale
- Steven Bartel - design copertina album[10]